# 海の情事に賭けろ
『海の情事に賭けろ』（うみのじょうじにかけろ）は、1960年9月17日に公開された、アクション映画。監督は野口博志、主演は赤木圭一郎、赤木が一人二役に挑んだ。

## あらすじ
牧蘭子と友人たちは千葉の別荘に来ていた。ヨットで沖に出ていた時、何者かに銃で襲撃され、海へと飛び込んで逃げた栗谷剛一という大学生に遭遇する。牧蘭子と栗谷剛一はお互いに惹かれあい、恋愛関係になる。幾日かの後、栗谷は新聞で目にした写真に驚く、水野組幹部加東勇二という自分に瓜二つの男が殺害されたのだ。自分が何故襲われたのかを悟った栗谷は、知り合いの新聞社会部記者の助けで事件を調べていくと、加藤と自分は双生児だという事実を知る。

## キャスト
- 赤木圭一郎 : 栗谷剛一
- 赤木圭一郎 : 加東勇二
- 笹森礼子 : 殿村杏子
- 南田洋子 : 河村百合子
- 深江章喜 : 村川一
- 高品格 : 水野
- 近藤宏 : 殿村信也
- 郷えい治 : 中井
- 高野由美 : せつ(剛一の母)
- 杉幸彦 : 奈良静男
- 星ナオミ : 黒木郁子
- 椎名伸枝 : 石井
- 雨宮節子 : 加代
- 若原初子 : 婆や
- 黒田剛 : 樵人
- 蒲生晃治 : 大学生
- 河上信夫 : アパートの管理
- 森みどり : 女給
- 橘田良江 : 女給
- 式田賢一 : 乾分
- 沢美鶴 : 乾分
- 志方稔 : 乾分
- 雪丘恵介 : デスク
- 待田京介 : 矢田亮介
- 中原早苗 : 牧蘭子
- 三島雅夫 : 牧浩太郎

## スタッフ
- 監督 ：野口博志
- 脚本 ：滝口速太
- 音楽 : 鏑木創
- 撮影 : 永塚一栄
- 編集 : 辻井正則
- 企画 : 坂上静翁

## 主題歌
- 「海の情事に賭けろ」
  - 作詞：滝田順 / 作曲：水時冨二雄 / 歌：赤木圭一郎
  - ポリドール・レコード（現：ユニバーサルミュージック）から発売。